# Sergi Panadero i Arbat
Sergi Panadero i Arbat (Vic, 26 d'abril de 1982) és un exjugador d'hoquei patins català, que va jugar 21 anys al F.C Barcelona. Va estar internacional en totes les categories, juvenil, júnior i absoluta, tant amb la selecció espanyola com amb la selecció catalana. Jugador molt complet i amb depurada tècnica, va ser considerat un dels millors jugadors a nivell mundial.
A l'abril del 2025 i després d'un any de la retirada, el F.C. Barcelona va prendre la decisió de fer-li un homenatge on es va retirar la seva samarreta, amb el dorsal 9, en reconeixement a la trajectòria en el club des del 2003  fins al 2024.

## Carrera esportiva
Va començar a jugar als 4 anys al CP Voltregà, passant per totes les categories del club. En la seva etapa formativa va ser campió territorial prebenjamí 1989-90 i 1991-92, campió de Catalunya benjamí 1991-92 i juvenil 1997-98, i campió d'Espanya júnior 1997-98.
La temporada 1997/98 amb només 15 anys, fou la del seu debut a la màxima categoria del hoquei nacional. Va ser fitxat pel FC Barcelona el 2001 i deixat cedit al Voltregà fins al 2003 que amb 21 anys es va incorporar a la disciplina blaugrana.
El 30 de juny de 2024 es retirar després de 21 temporades al F.C. Barcelona. en les que va conquerir un total de 82 títols oficials sumant clubs i seleccions.

## Palmarès

### CP Voltregà
- 1 Copa de la CERS (2001/02)

### FC Barcelona
- 8 Copes d'Europa (2003/04, 2004/05, 2006/07, 2007/08, 2009/10, 2013/14,[5] 2014/15, 2017/18)
- 8 Copes Continentals (2003/04, 2004/05, 2005/06, 2006/07, 2007/08, 2009/10, 2015/16, 2018/19)
- 13 Supercopes espanyoles (2003/04, 2004/05, 2006/07, 2008/09, 2011/12, 2012/13, 2013/14, 2014/15, 2015/16, 2017/18, 2020/21, 2021/22, 2022/23)
- 18 OK Lligues / Lligues espanyoles (2003/04, 2004/05, 2005/06, 2006/07, 2007/08, 2008/09, 2009/10, 2011/12, 2013/14, 2014/15, 2015/16, 2016/17, 2017/18, 2018/19, 2019/20, 2020/21, 2022/23, 2023/24)
- 11 Copes del Rei / Copes espanyoles (2005, 2007, 2011, 2012, 2016, 2017, 2018, 2019, 2022, 2023, 2024)
- 5 Copes Intercontinentals (2006, 2008, 2014, 2018, 2024)
- 1 Copa de la CERS (2005/06)
- 4 Lligues Catalanes (2018, 2019, 2020, 2021)

### Selecció catalana
- 1 Golden Cup (2010)
- 1 Copa Amèrica (2010)

### Selecció espanyola
- 4 Campionats del Món «A» (2005, 2007, 2009, 2011)
- 5 Campionats d'Europa (2002, 2004, 2006, 2008, 2021)
- 1 Copa de les Nacions (2005)
- 1 Campionat d'Europa júnior